# جان كاريغنان
جان كاريغنان هو عازف كمان ‏ كندي، ولد في 7 ديسمبر 1916 في ليفيس في كندا، وتوفي في 16 فبراير 1988 في مونتريال في كندا.

## وصلات خارجية
- جان كاريغنان على موقع IMDb (الإنجليزية)
- جان كاريغنان على موقع ميوزك برينز (الإنجليزية)
- جان كاريغنان على موقع أول ميوزيك (الإنجليزية)
- جان كاريغنان على موقع ديسكوغز (الإنجليزية)